# Ліхтарна акула широконоса
Ліхтарна акула широконоса (Etmopterus burgessi) — акула з роду Ліхтарна акула родини Ліхтарні акули. Інша назва «тайванська ліхтарна акула».

## Опис
Загальна довжина досягає 41 см. Спостерігається статевий диморфізм: самиця більше за самця. Голова довга, морда коротка, більш широка ніж в інших представників цього роду. Очі великі, овальні. За ними розташовані невеликі бризкальця. У неї 5 пар доволі довгих зябрових щілин. Тулуб щільний, товстий. Шкіряна луска особливо виражена з боків спинних плавців та на нижній стороні морди. Має 2 спинних плавця. На відмінну від інших ліхтарних акул задній плавець не набагато більше за передній. Хвостовий плавець відносно довгий та вузький з глибоко увігнутим заднім краєм. Анальний плавець відсутній.
Забарвлення темно-сіре з коричневим відливом з боків та на спині. На нижній частині тіла має чорний колір.

## Спосіб життя
Тримається на глибині 300–600 м. Здійснює добові міграції. Живиться донними ь=безхребетними, кальмарами та дрібною рибою.
Це яйцеживородна акула.

## Розповсюдження
Мешкає на північному сході акваторії Тайваня.